# 그렇게 쉽게 그렇게 빨리
〈그렇게 쉽게 그렇게 빨리 〉은 대한민국의 가수 이용의 노래이다.

## 이용의 그렇게 쉽게 그렇게 빨리 리메이크곡들
- 원래는 리메이크곡 가수들 걸스데이 포미닛 리메크곡하였다.

## 같이 보기
- 이용